# Baeoura consona
Baeoura consona är en tvåvingeart som först beskrevs av Alexander 1936.  Baeoura consona ingår i släktet Baeoura och familjen småharkrankar. Inga underarter finns listade i Catalogue of Life.